# 里布齊 (普里盧基區)
50°34′34″N 32°42′43″E / 50.57611°N 32.71194°E
里布齊（烏克蘭語：Рибці），是烏克蘭的村落，位於該國北部切爾尼戈夫州，由普里盧基區負責管轄，始建於1600年，面積0.86平方公里，海拔高度115米，2001年人口214，人口密度每平方公里248人。